# Римские термы (Бат)
Римские термы в Бате (англ. Roman Baths (Bath)) — хорошо сохранившиеся термы в городе Бат, Сомерсет, Англия. Сооружение построено между 60-70 годами нашей эры. В этот период времени римляне активно обживались в недавно покорённой провинции первые несколько десятилетий римской Британии и обустраивали быт по своим традициям. На месте современного города Бат появилось небольшое поселение Аква Сулис. Благодаря местным горячим источникам здесь построили традиционные термы. Вход в эти общественные бани был открыт для всех свободных граждан. Термы в Бате использовались до самого конца римского присутствия в Британии, то есть до V века нашей эры. Согласно англосаксонским хроникам, в VI веке римские термы оказались разрушены. В период Средневековья здания на территории вокруг природных источников несколько раз перестраивались. До нашего времени прежние римские термы дошли в серьёзно изменившемся виде. Но некоторые части античного комплекса можно увидеть и сегодня: это Священный источник, римский храм и собственно термы. В расположенном здесь же музее собраны различные артефакты из Аква Сулис. Однако все внешние здания современного комплекса возведены в XIX веке. Термы в Бате — одна из главных туристических достопримечательностей Великобритании и вместе с Большим бюветом здесь ежегодно бывает более 1,3 миллиона посетителей. Правда, в настоящее время окунуться в старинные бассейны не разрешается.

## Описание

### Качество воды
В соответствии с Королевской хартией 1591 года, предоставленной Елизаветой I, ответственность за содержание горячих источников в хорошем состоянии была возложена на власти города Бат. В настоящее время эти обязанности перешли к муниципальному совету города Бат и региона Северо-Восточный Сомерсет. Специальные работники следят за давлением, температурой и стоками воды.
Термальные воды содержат в высоких концентрациях ионы натрия, кальция, хлориды и сульфаты.
Римские термы использовались для купания до конца 1970-х годов. Однако в октябре 1978 года молодая девушка, купавшаяся в восстановленных бассейнах, заболела менингитом и скончалась. Тесты показали присутствие в воде смертельно опасных организмов Неглерия Фоулера. В результате термы были закрыты для купания. Недавно построенный спа-салон Thermae Bath Spa и обновлённый комплекс Cross Bath позволяют современным любителям купания в термальной воде проводить время за этим занятиям. Гарантией чистой воды служат специально пробурённые скважины.

## История

### Доримская эпоха

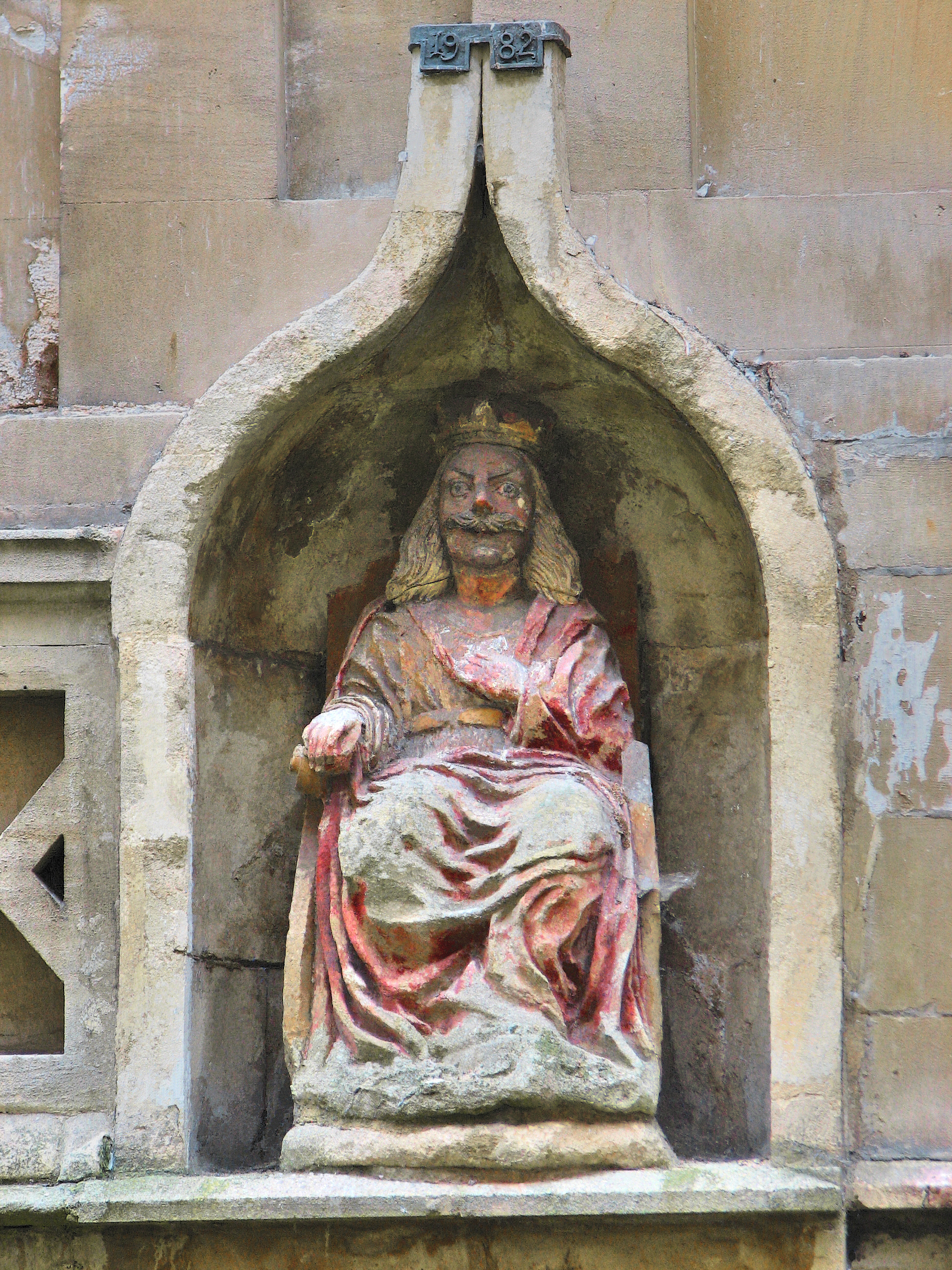
Статуя короля Бладуда в термах Бата

Археологические данные указывают на то, что до нашей эры здесь существовал центр языческих культов. Проживавшие вокруг племена кельтов проводили тут свои обряды и церемонии. Горячие источники были посвящены богине Сулис, которую римляне отождествляли с Минервой. Гальфрид Монмутский в своей в значительной степени вымышленной книге Historia Regum Britanniae описывает, что источник был открыт доримским полулегендарным королём бриттов Бладудом, который первым построил здесь бани. В начале XVIII века получила широкую известность малоизвестная легенда Гальфрида. В ней шла речь о том, чтo источники вылечили Бладуда и его стадо свиней от проказы.

### Период римского владычества
Кельты продолжали поклоняться богине Сулис и после римского вторжения. Поэтому и возникло латинское название поселения Аква Сулис («воды Сулис»). В 60-70 годах нашей эры здесь появился храм. Непосредственно термы с бассейном для купания постепенно строились и расширялись в течение последующих 300 лет. Возможно, по личному указанию императора Клавдия инженеры создали прочный фундамент из дубовых свай. Сами бассейны обложили камнем. Для защиты от попадания грязи дно и стенки закрыли свинцовыми плитами. Во II веке н. э. сверху построили деревянное здание с цилиндрическим сводом. Комплекс разделили на кальдарий (горячие термы), тепидарий (тёплые термы) и фригидарий (холодные термы). После ухода римлян из Британии в первом десятилетии V века термы пришли в упадок. Без присмотра и профилактических работ источники оказались заилены и превратились в грязное болото. Англосаксонская хроника сообщает, что прежние здания были разрушены в VI веке.
При археологических раскопках было найдено около 130 табличек с различными проклятиями. Большинство из них были обращены с заклинаниями против тех, кто похищал одежды купальщиков.

### Средние века
В эпоху Средневековья неоднократно предпринимались попытки восстановить термы. В том числе в XII веке, когда епископ Иоанн Турский построил лечебную ванну над резервуаром Королевского источника.

### XVI век
В XVI веке местные власти создали новый бассейн (Королевский бассейн) в южной части прежнего комплекса. Королева Анна Датская дважды приезжала в Бат, чтобы с помощью горячих источников поправить пошатнувшееся здоровье. Инициатором стал придворный врач Теодор де Майерн, который искупал Анну Датскую в Королевской бане 19 мая 1613 года. Затем она повторила процедуры в августе 1615 года. Анна Датская была удивлена, увидев освещение с помощью пламени, которое горело благодаря природному газу. В честь пребывания здесь королевы была добавлена колонна с короной и надписью «Anna Regnum Sacrum».

### XVIII—XIX века

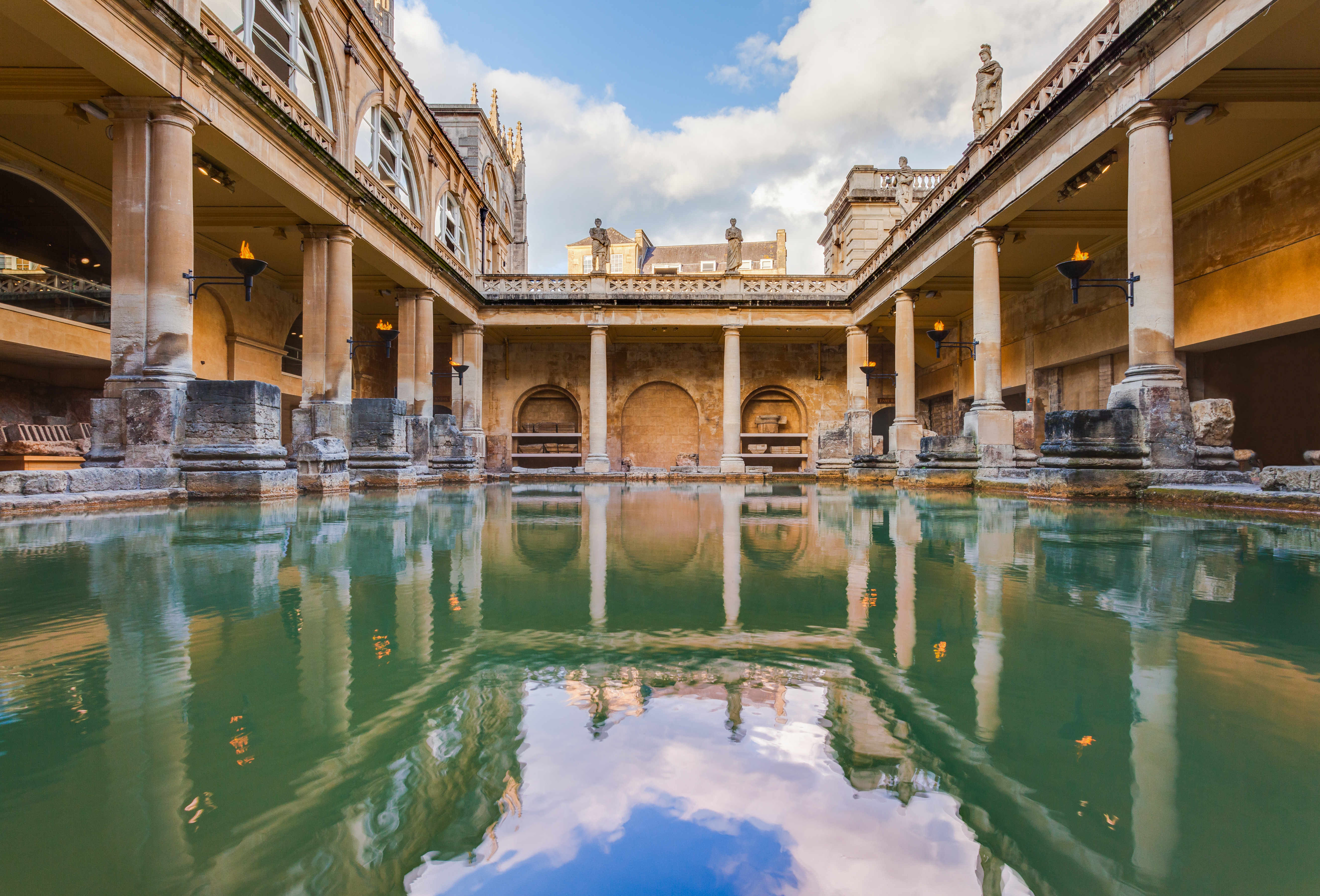
Большой бассейн (все сооружения выше бортика построены не ранее XIX века

Современный комплекс начал строиться в XVIII веке. Первым архитекторами стали Джон Вудом Старший и Джон Вуд Младший (отец и сын соответственно). В 1789 году для публики открылся Большой бювет. Гостей приветствовал руководитель работ архитектор Томас Болдуин. Посетители могли теперь пить здесь целебную воду. Это был павильон в неоклассическом стиле. Он сохранился и продолжает использоваться в прежнем значении. Периодически здесь проводят культурно-массовые мероприятия. Расширение банного комплекса в викторианском стиле также происходило по планам Вудсов. Томас Болдуин ушёл в отставку в 1791 году, а руководить всеми работами начал архитектор Джон Палмер. Основное строительство завершилось в 1799 году.
В 1810 году горячие источники вышли из строя. Уильям Смит вскрыл полы бассейна и обнаружил, что источник не исчез, а ушёл в новое русло. Смит провёл необходимые работы и вернул поток воды в исходное русло.
1897 года вход для посетителей осуществлялся через концертный зал, построенный по проекту Дж. М. Брайдона. Это здание представляло собой павильон со стеклянным куполом в центре.

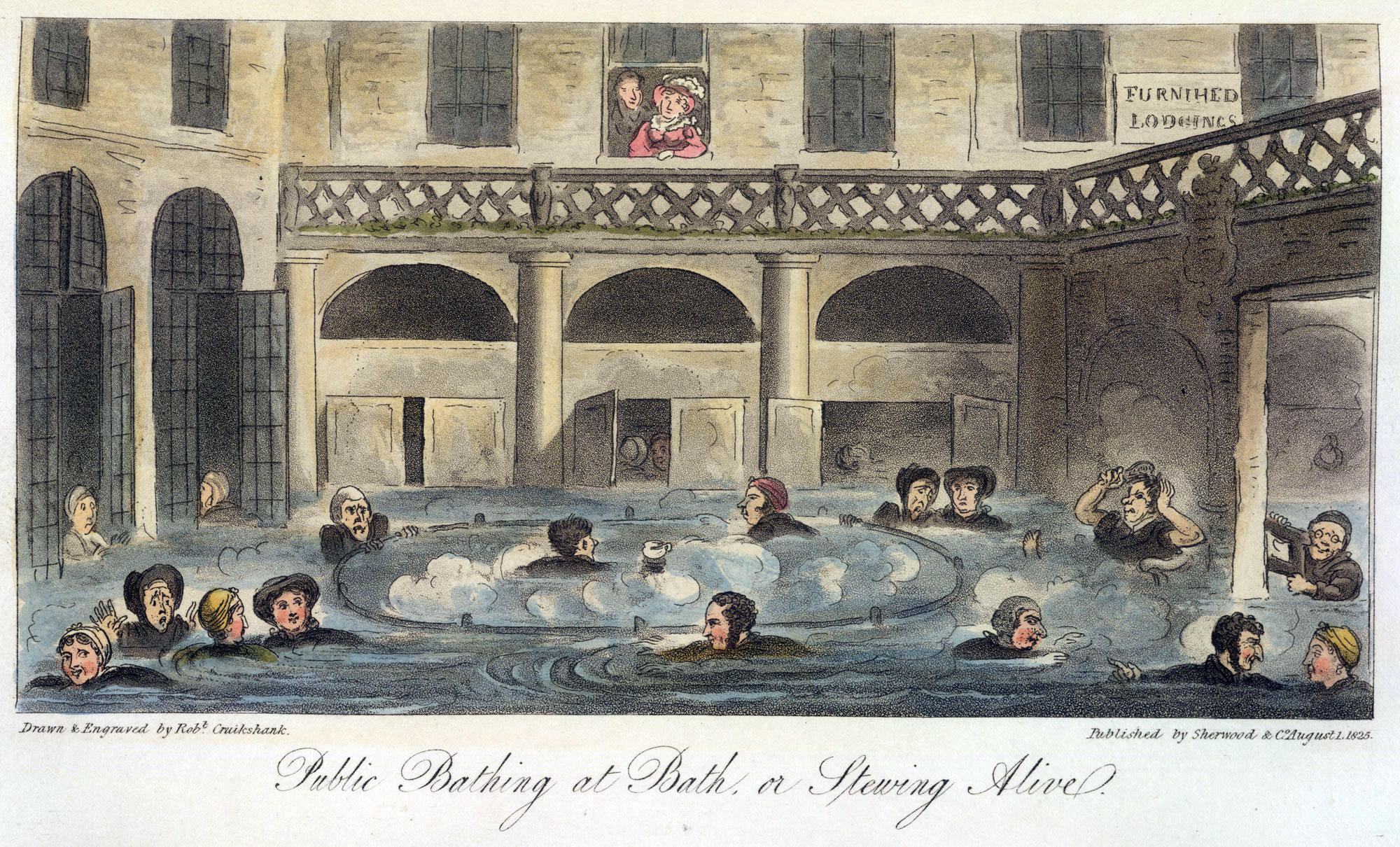
Купающиеся в бассейне женщины на рисунке 1825 года

Возвышение Abbey Church Yard имеет центральную часть из четырёх коринфских колонн с антаблементами и фронтоном. Это сооружение внесено в список памятников архитектуры исторической Англии I категории. Северная колоннада также была спроектирована Томасом Болдуином. Южная колоннада похожа, но в конце XIX века здесь добавили верхний этаж.
Музей и баня Королевы, включая «Мост», соединяющий Йорк-стрит с городской прачечной, были построены архитектором Чарльзом Эдвардом Дэвисом в 1889 году. Здание представляет собой пристройку к Большому бювету, в котором находятся некоторые фрагменты Ванны Королевы XVII века.

## Музей
В музее хранятся артефакты римского периода, в том числе предметы, которые были брошены в Священный источник, предположительно в качестве подношений богине Сулис. В их число входит более 12 тысяч монет, что можно считать крупнейшим собранием подобного рода в Великобритании. Здесь же находится позолоченная бронзовая голова богини Сулис. Её нашли поблизости в 1727 году. Также в музее демонстрируются остатки сложной отопительной системы гипокауст.

## Галерея

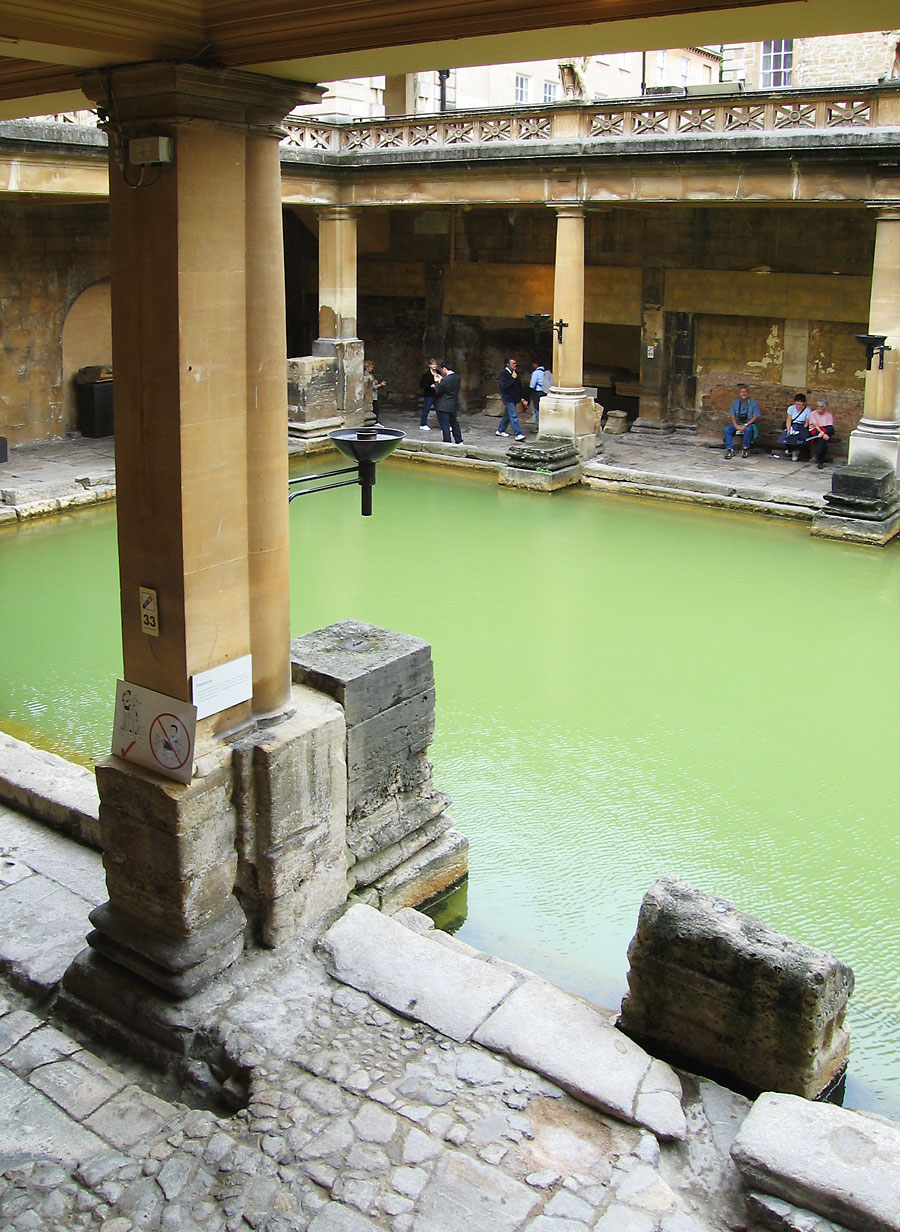
Большие термы
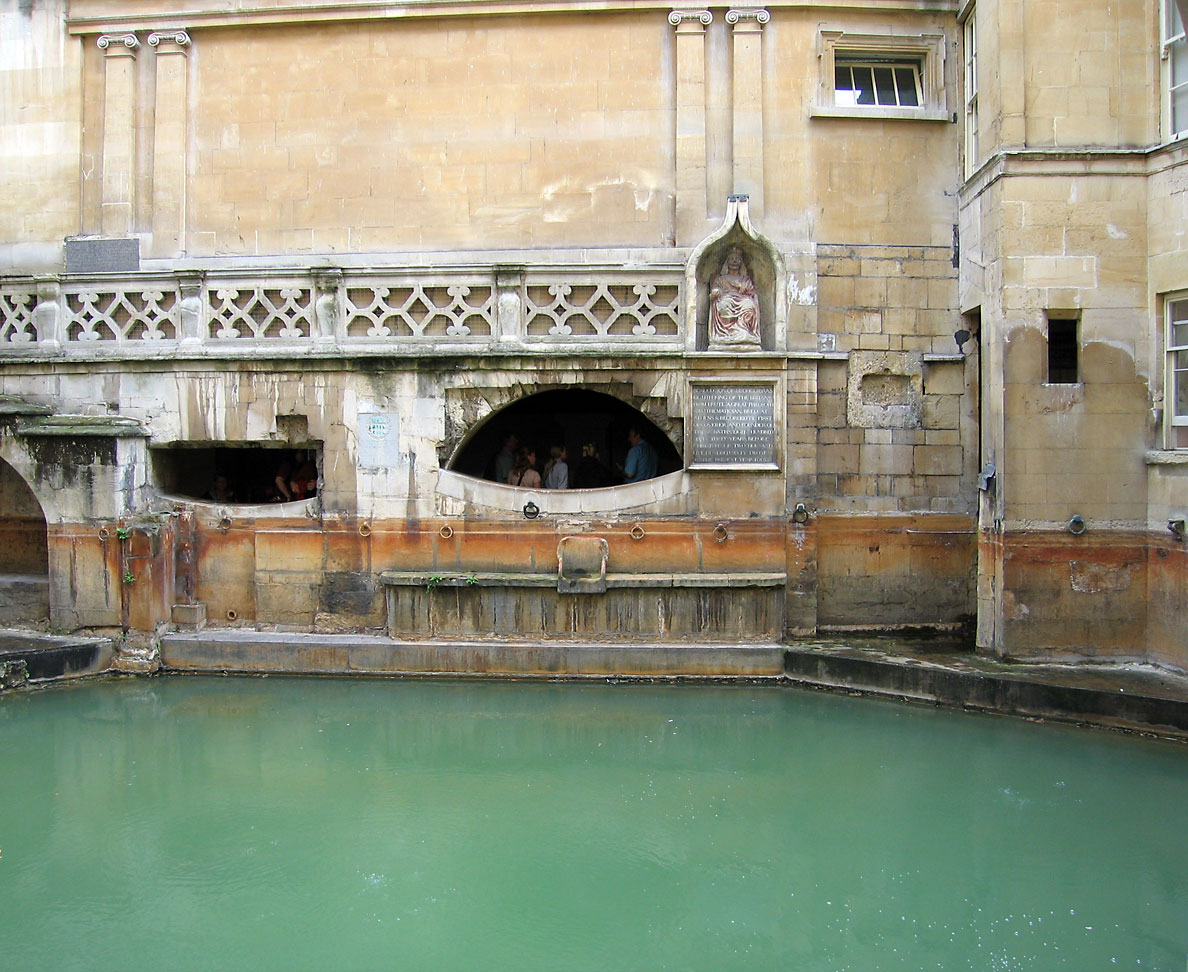
Священный бассейн
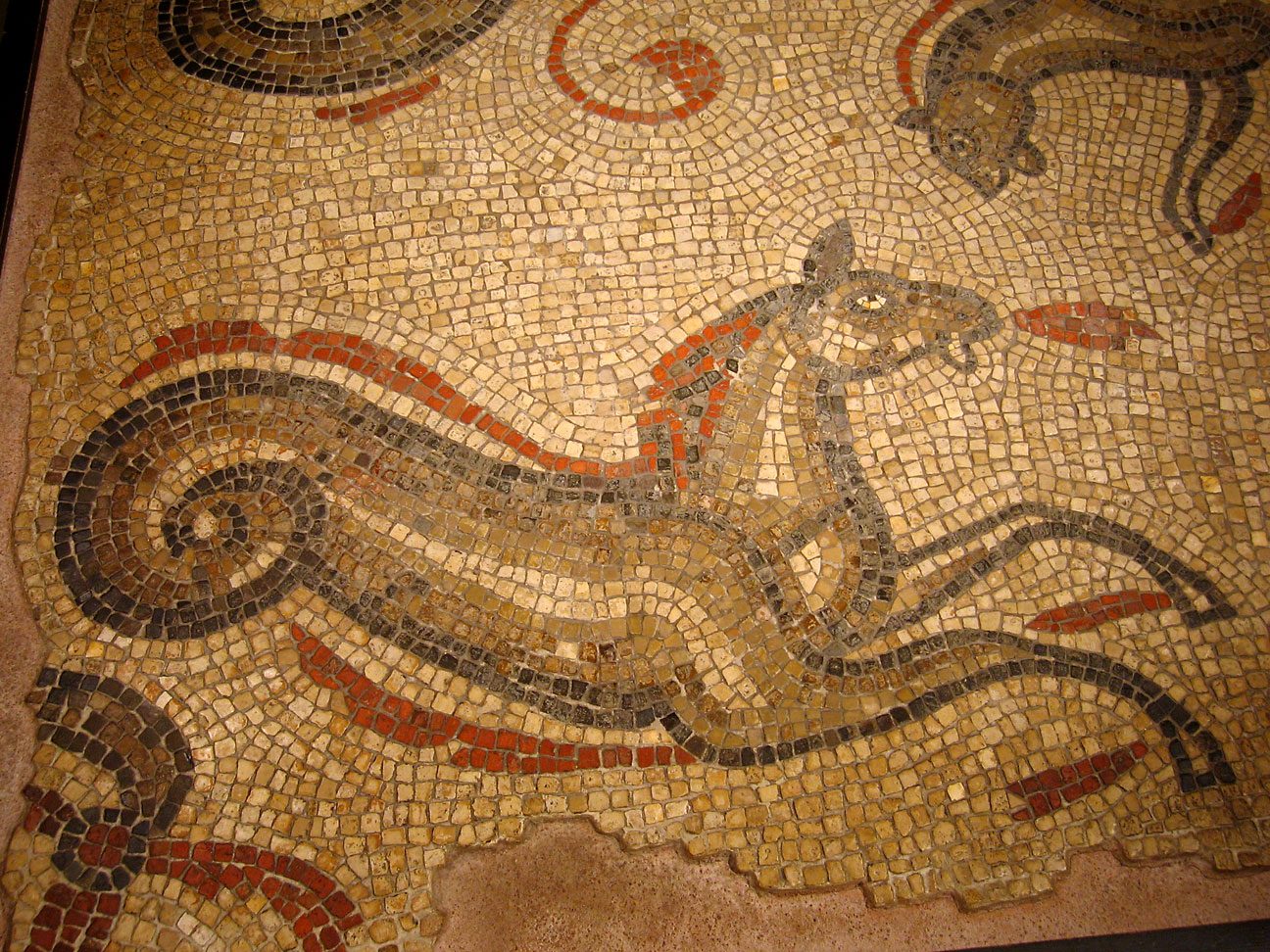
Древнеримская мозаика
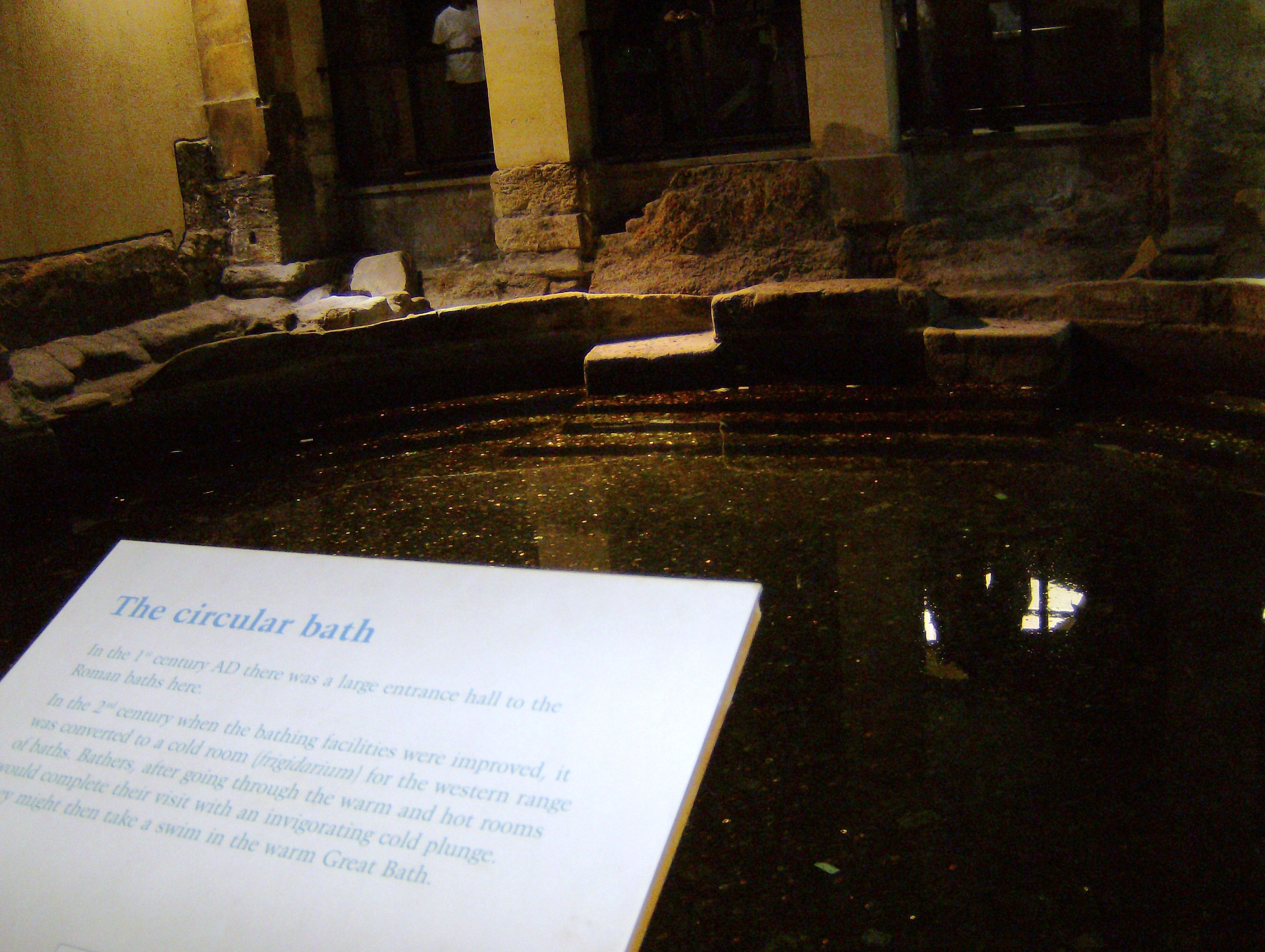
Фригидарий (холодные термы)
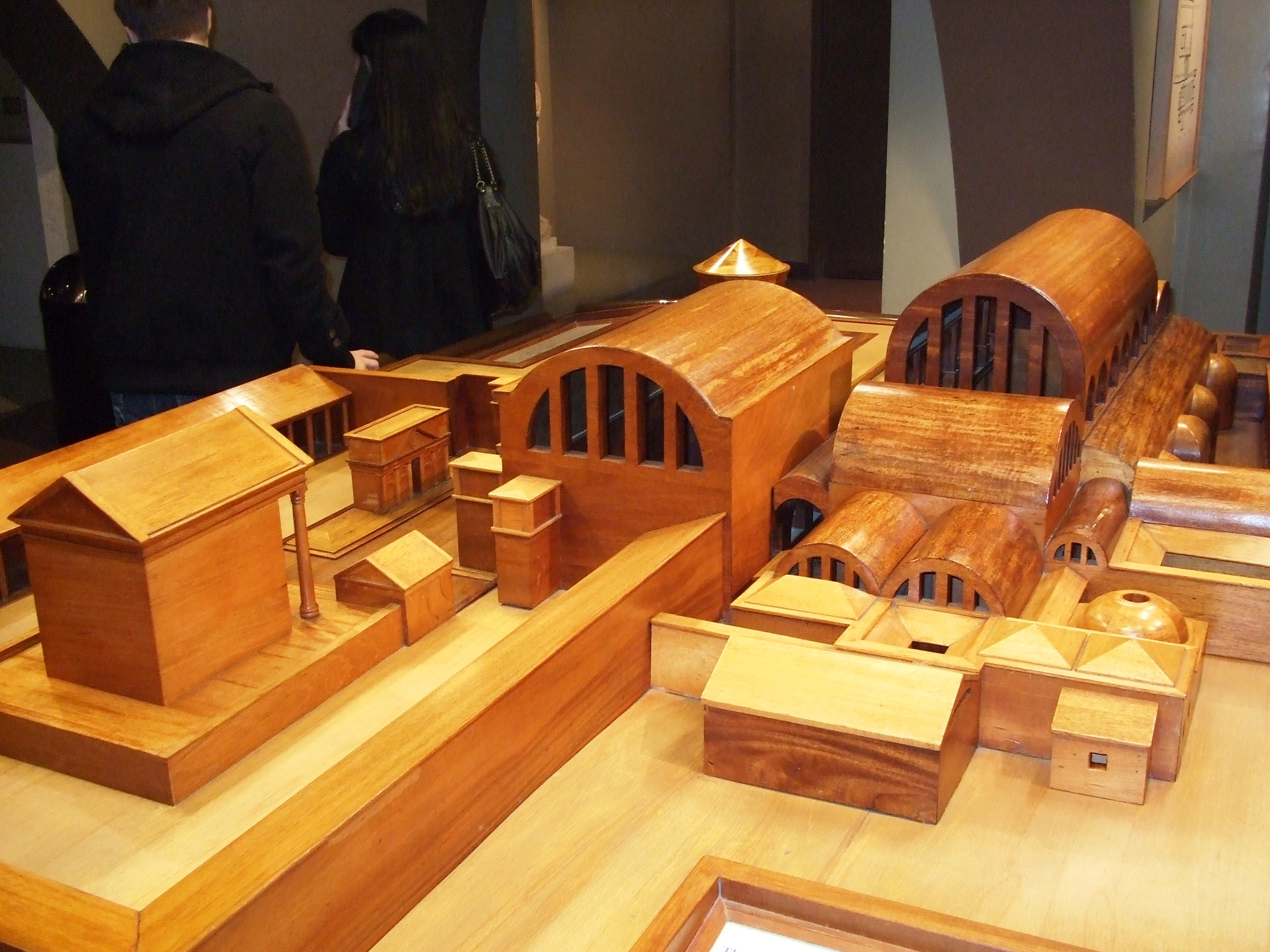
Реконструированная модель римских терм и храма Сулис на период IV века.
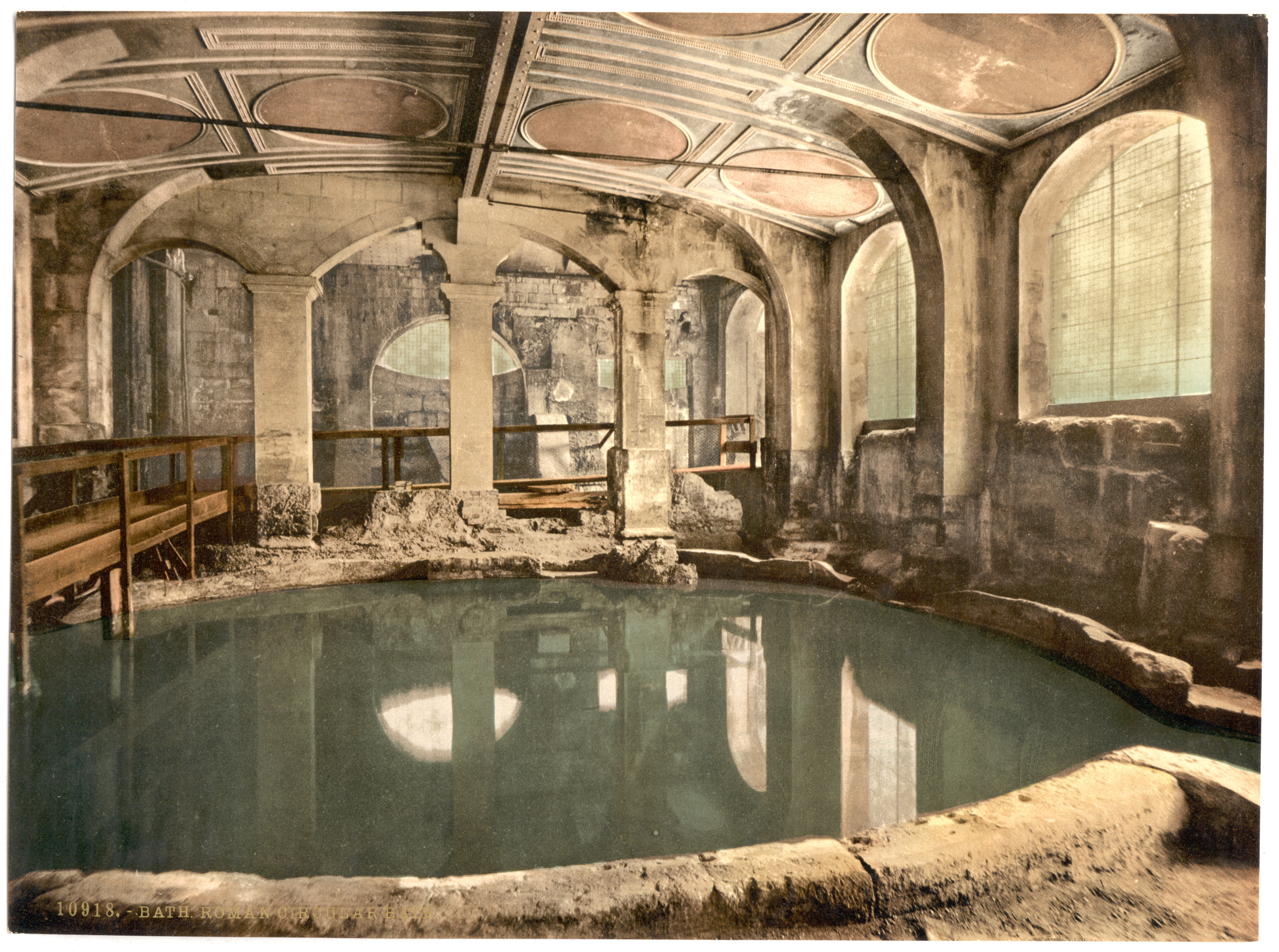
Кальдарий (горячие термы)
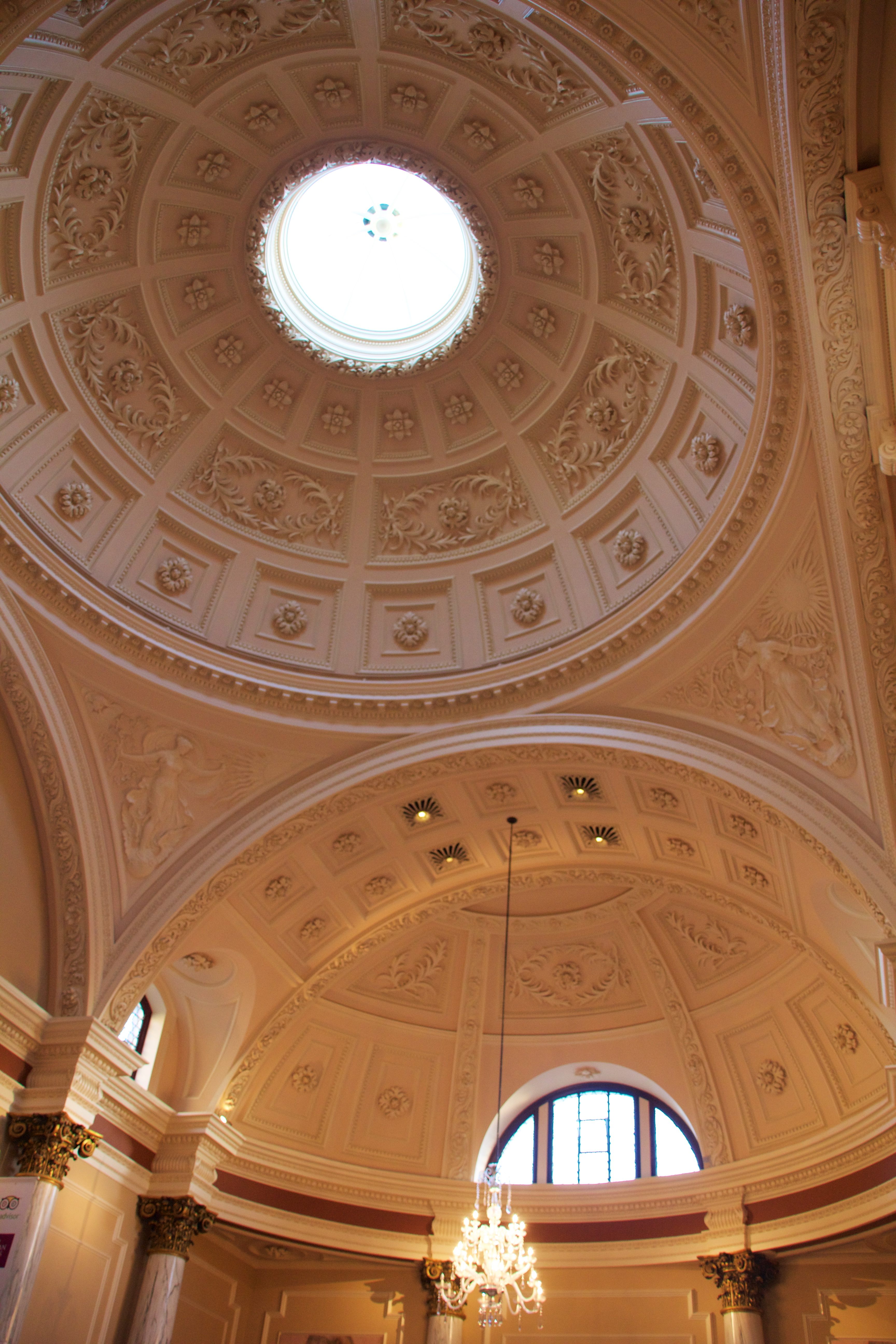
Потолок с лепниной (XIX век)